# Marina Pirani
Marina Pirani (Ferrara, 26 aprile 1962) è un'ex cestista italiana.

## Carriera
Con l'Italia ha disputato i Campionati europei del 1987.